# Мирный (Башкортостан)
Мирный (баш. Мирный) — село в Благоварском районе Башкортостана, центр Мирновского сельсовета. Согласно переписи 2020 года население составляло 1103 человека.

## История
История начинается с хутора Бабкина. Именно на территории этого хутора был основан совхоз имени БашЦИКа, центр которого находился в поселке Мирном. Владелицей хутора была Наталья Петровна Бабкина. В её хозяйстве были мельница, пруд, крупорушка, каменные и деревянные дома. Земли хутора раскинулись от поселка Подлесного до деревни Преображенки.  В то время в деревне Табулдак жили боярские дети, братья Глуховы, один из которых стал затем хозяином хутора, женившись на Наталье Петровне, взяв её фамилию.  В 1917 году Бабкины уехали в Сибирь, оставив управляющим Андриана Вилкова, уроженца деревни Старый Тукмак. В Сибири Наталья Бабкина руководила конезаводом , а в период с 1950  руководителем был Рябов Иван Семёнович , вскоре конезавод распался .Летом 1917 года крестьяне растащили хутор. Вскоре Владимир Бабкин вернулся за своим имуществом с вооруженными людьми. Проезжая по окрестным деревням, они жестоко избивали тех, у кого находили свои вещи. Избили Андриана Вилкова, но затем деревенские мужики вооружились, схватили Владимира Петровича и убили его.
Центральная усадьба совхоза имени БашЦИК. Место, выбранное для постройки центра совхоза, между деревнями Старосиницино (Бизерган, Бизергяк) и Новосиницино, было открытое, разве, что с юго-запада к первоначальному поселку примыкал овраг, за которым стоял небольшой лес.  Прорабом при постройке совхоза был назначен Власов. 23 февраля 1934 года на 10 подводах из совхоза "Буздякский" прибыло 2 десятка строителей. В поле №6, у реки Бизерган (Баткак), был построен посёлок: за неделю соорудили 20 землянок для житья. Ближе к лету из самана было построено здание конторы, центральная ремонтная мастерская, автогараж, начальная школа, магазин и несколько домов. В середине 30-х годов на территории центральной усадьбы 11 деревянных двухквартирных домов, крытые соломой, и только два железом. В течение 1938—1941 гг. было построено ещё несколько домов из самана. До строительства школы дети ходили в соседнюю Ново-Тукмаковскую начальную школу. В новой школе было четыре классных кабинета и учительская комната. Посёлок центральной усадьбы состоял из 4-х рядов деревянных домов и саманных бараков. Там же находилась контора совхоза, клуб, склад, смешанный магазин. В наши дни здесь находятся двухквартирные дома из кирпича. В 1949 г. жители поселка запрудили реку Бизерган, запустили рыб. Этот пруд стал местом отдыха населения. В 1954—1955 гг. на территории поселка появилось много индивидуальных домов, крытых шифером или железом, с фруктовыми садами, огороженными дворами. Также построено 4 двухэтажных дома, один 16-квартирный дом, двухэтажная контора, общественная баня, детский сад, 12 двухквартирных кирпичных домов, каменный продуктовый магазин, кирпичный склад, общежитие, центральная ремонтная мастерская. Посёлок благоустраивался. В одном из первых в республике появился природный газ. Росло производство. По производственным показателям зерносовхоз стал одним из лучших в районе и в республике. Из-за реорганизации колхозов и совхозов стали разъежаться жители мелких деревень. Люди хотели улучшить свои жилищные условия. С окрестных деревень люди переезжали в посёлок: кто-то покупал или строил дома, кто-то получал квартиру.  Ново-Синицино постепенно слилось с поселком, а вот жители Старо-Сининцино разъехались.
29 сентября 1960 года поселку Центрального отделение совхоза имени БашЦИК было присвоено наименование Мирный. Вплоть до начала 70-х годов учёт велся по двум поселкам: Мирный и Центральная усадьба совхоза имени БашЦИК. Сейчас Мирный — одно из благоустроенных сел района, является центром Мирновского сельсовета. Жилые дома оснащены центральным отоплением, сетевым газом и электричеством. В 1980 году в селе открыты памятник воинам-освободителям Великой Отечественной войны. Действует школа, сельский дом культуры, публичная библиотека, отделение связи, фельдшерско-акушерский пункт.

## Население
- По переписи 1939 года в поселке Центральной Усадьбы насчитывалось 306 человек, в деревне Старо-Синицино — 178 человек, в деревне Ново-Синицино — 292 человека.
- В 1959 году в центральной усадьбе и в центральном отделении жило всего 516 человек.
- В 1961 году в поселке Центральной Усадьбы жило 379 человек, в поселке Мирном  — 186.
- В 1969 году посёлок Мирный насчитывал 262, посёлок Центральной Усадьбы — 615.
- 1 июня 1972 года в официальные данные ввели только посёлок Мирный.

| 2002 | 2009  | 2010  |
| ---- | ----- | ----- |
| 1042 | ↗1102 | ↘1067 |

Национальный состав
Согласно переписи 2002 года, преобладающая национальность — русские (44 %).

## Географическое положение
Находится у трассы М-5 "Урал"
Расстояние до:
- районного центра (Языково): 16 км,
- ближайшей ж/д станции ( Благовар): 32 км.

## Культура
Сельский Дом культуры. В СДК с. Мирный действует множество секций разной направленности. Творческие и интеллектуальные занятия. Проходят кружки по шашкам, рукоделию, вокалу; в планах запустить шахматный клуб. Также танцевальный коллектив "Симпатия" и ансамбль русско-украинской народной песни "Кудёрушки" добились признания на региональном и Всероссийском уровне. Обе группы участвовали в концертах и фестивалях, разъезжая по городам страны.

## Медицина
Мирновский фельдшерский-акушерский пункт.

## Образование
- Муниципальное общеобразовательное бюджетное учреждение "Средняя общеобразовательная школа села Мирный". Построена в 1973 году.
- Муниципальное автономное дошкольное учреждение "Детский сад «Солнышко» села Мирный".
- В школе работала Рябова Татьяна Петровна , награжденная грамотой Министерства Образования Российской Федерации

## Достопримечательности
- Памятник воинам-освободителям Великой Отечественной войны, построенный в 1980 году к 35-летию Великой Победы скульптором Плотниковым.
- Парк отдыха возле школьного пруда.

## Улицы и переулки
- Давлятова,
- Криворотова,
- Лесная,
- Луговой,
- Мира,
- Молодёжная,
- Набережная,
- Победы,
- Полевая,
- Садовая,
- Советская,
- Солнечный,
- Центральная,
- Школьная,
- Южная,
- Цветочная.